# Brachiomya stigmatica

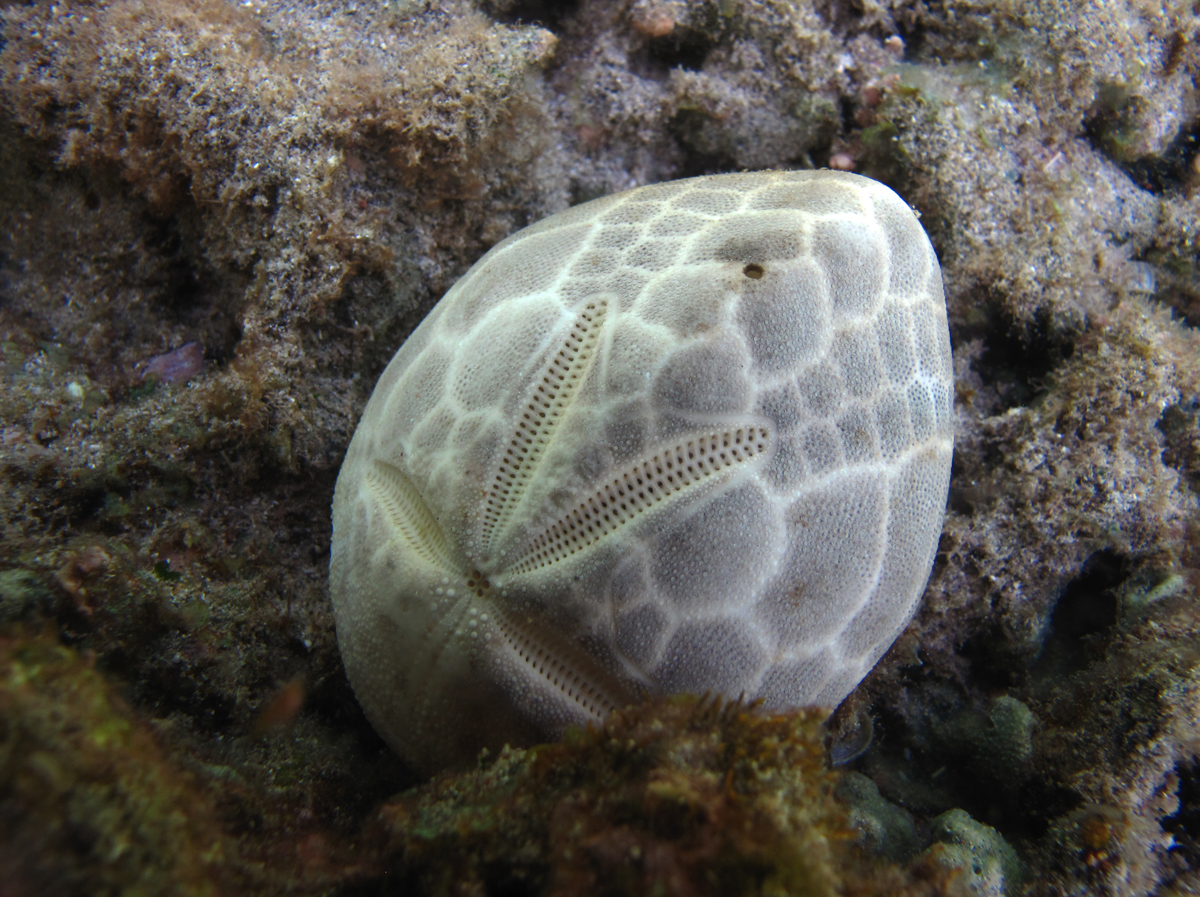
Innenskelett ohne Stacheln von Brissus latecarinatus

Brachiomya stigmatica ist eine Muschel-Art aus der Familie der Linsenmuscheln (Montacutidae). Die Art lebt kommensal mit der Seeigel-Art Brissus latecarinatus. Es ist die Typusart und einzige Art der Gattung Brachiomya Jespersen, Lützen & Nielsen, 2004.

## Merkmale
Die gleichklappigen Gehäuse sind im Umriss quer-eiförmig. Die Gehäuse werden max. acht Millimeter lang, die meisten Exemplare werden aber nicht größer als drei Millimeter (Holotyp: 5,3 mm lang, 3,5 mm hoch und 1,8 mm dick). Das Breiten- zu Höhenverhältnis beträgt etwa 1,4 bis 1,5. Die Gehäuse sind leicht ungleichseitig, die Wirbel sitzen etwas vor der Mitte der Gehäuselänge. Der Dorsalrand ist gebogen, der Ventralrand ist annähernd gerade. Das vordere Ende ist etwas enger gerundet als das hintere Ende.
Das Ligament sitzt extern in einer Grube hinter den Wirbeln. Die rechte Klappe besitzt unter dem Wirbel einen kleinen, vorstehenden, dreieckigen Pseudokardinalzahn. Die linke Klappe weist einen niedrigen lamellenartigen Zahn vor dem Wirbel auf. Der Prodissoconch II misst 225 µm im Durchmesser. Die Schale ist dünn und zerbrechlich, fast glasartig und durchscheinend. Die glänzende Oberfläche ist von feinen Anwachsstreifen abgesehen glatt. Von den Wirbel zieht sich ein rotbrauner Streifen zum hinteren Teil des Ventralrandes. Meist verliert sich der Streifen aber schon vor dem Gehäuserand.
Wenn das Tier ungestört ist, bedeckt der lappig ausgezogene Mantel fast das gesamte Gehäuse, ausgenommen ist lediglich der Wirbelbereich. Am Vorderende ist er zu einem großen Einströmsipho ausgezogen. Am Hinterende bildet er einen kleineren Ausströmsipho. Der Mantelrand ist mit zahlreichen schlanken, am Ende spatelförmigen Tentakeln versehen. Am Vorderende ist der Mantel kapuzenartig verlängert und ragt weit über das Gehäuse hinaus nach vorne. Dieses Gebilde fungiert als Einströmsipho über dem Fuß, der aber noch deutlich länger ist und unter dem kapuzenförmigen Mantellappen hervorragt. Der Ausströmsipho am Hinterende ist eine schmale Öffnung im hinteren Bereich des Mantels. Der Dorsalrand des Ausströmsipho ist in einen 1,5 mm langen zugespitzten Tentakel ausgezogen. Die Lappen des mittleren Teil des Mantels, die sich extern um das Gehäuse legen, sind auf den beiden Seiten besetzt mit 15 bis 16, spatelförmig auslaufenden, beim lebenden Tier sich ständig bewegenden Tentakeln sowie mit sehr kleinen Papillen. Die Tentakel können nicht mehr ganz in das Gehäuse zurückgezogen werden. Der vorn gerundet-spitz auslaufende Fuß ist sehr beweglich und kann auch die doppelte Gehäuselänge gestreckt werden. Die Kiemen weisen nur das innere Kiemenblatt mit einer gut entwickelten Längsgrube zum Transport der Nahrungspartikel auf. Die Lamellen der Kiemen sind durch einige wenige Zwischenbrücken miteinander verbunden. Die Mundlappen (Labialpalpen) ist mäßig lang und besitzen vier oder fünf Längsgruben auf der Innenseite. Die Geschlechtsorgane nehmen ungefähr zwei Fünftel des Raumes des Eingeweidesackes ein, vor allem den hinteren Bereich oberhalb des Fußes. Die paarigen seitlichen Loben der Geschlechtsorgane erstrecken sich nach vorne und umschließen teilweise die Verdauungsdrüsen. Die Öffnungen der Geschlechtsdrüsen sitzen auf kleinen Papillen in der oberen Mantelhöhle. Spermientasch zur Aufnahme von Spermienpaketen sind nicht vorhanden. Von sechs untersuchten Exemplaren war ein Exemplar ein Männchen, ein anderes ein Hermaphrodite mit großen Oozyten und Spermiogenese in den Testes, und vier waren Weibchen, von denen eines vorher ein Männchen war. Tiere sind nach diesen Beobachtungen entweder proterogyne oder alternative Hermaphroditen. Der maximale Durchmesser der Oozyten betrug 125 µm. Keines der vier weiblichen Exemplare „bebrütete“ Eier oder Embryos in der Mantelhöhle.

### Ähnliche Arten
Die Gattung und Art unterscheidet sich von anderen Gattungen der Linsenmuscheln (Montacutidae) durch die großen Mantelfalten, die sich über die Außenseite des Gehäuses legen und mit zahlreichen, langen am Ende spatelförmigen Tentakeln besetzt sind.

## Geographische Verbreitung, Lebensraum und Lebensweise
Ursprünglich wurde die Art aus den Gewässern vor Hawaii beschrieben. Seither wurde sie aber auch vor Japan, in den Gewässern der Philippinen und Thailands nachgewiesen. Sie lebt mit Byssus angeheftet in den Ambulacra, oder häufiger im Periproct des irregulären Seeigels Brissus latecarinatus. Die Wirte selber werden etwa sieben bis acht Zentimeter groß. An allen bisher bekannten Lokalitäten ist die Art mit demselben Wirt vergesellschaftet. Brissus latecarinatus lebt in Thailand in den oberen 10 bis 15 cm von groben, sauberen Sand von unterhalb der Niedrigwasserlinie bis in wenige Meter Wassertiefe. Diese Art ist dort nicht nur Wirt von Brachiomya stigmatica, sondern auch von Scintillona brissae Morton & Scott, 1989 (Familie Galeommatidae) und Montacutella echinophila Jespersen, Lützen & Nielsen, 2004 (Familie Montacutidae).

## Taxonomie
Das Arttaxon wurde 1921 von Henry Augustus Pilsbry als Solecardia stigmatica Pilsbry, 1921 erstbeschrieben. Für diese Art stellten Åse Jespersen, Jørgen Lützen und Claus Nielsen 2004 die Gattung Brachiomya auf. Gattungs- und Artname werden von der MolluscaBase als gültige Taxa akzeptiert. Der Gattungsname ist von Griechisch brachion = Arm und mya – ein Suffix von vielen Muschelgattungen gebildet. Er spielt auf die armähnlichen Tentakeln des Mantelrandes an.

## Belege